# Бангкок-Мару
Бангкок-Мару (Bangkok Maru) — судно, яке під час Другої світової війни брало участь у операціях японських збройних сил на Соломонових островах та островах Гілберта.

## Передвоєнна історія
Бангкок-Мару спорудили в 1938 році на верфі Mitsubishi Shipbuilding у Кобе на замовлення компанії Osaka Shosen, яка поставила його на свій рейс до Сайгону (наразі в'єтнамський Хошимін) та Бангкоку.
15 серпня 1941-го судно реквізували для потреб Імперського флоту Японії та переобладнали в допоміжний легкий крейсер. Роботи провели до 12 жовтня на верфі Ujina Zosen у Хіросімі, при цьому Бангкок-Мару озброїли чотирма 120-мм гарматами і одним 7,7-мм зенітним кулеметом. Також корабель міг приймати для подальшої постановки 500 мін.

## Служба біля узбережжя Японії
4 грудня 1941-го, ще до початку бойових дій, Бангкок-Мару розпочав постановку захисних мінних загороджень у протоці Бунго (відділяє Кюсю та Сікоку). Виходи з цією метою тривали з певною періодичністю до кінця місяця.
Майже весь 1942 рік Бангкок-Мару ніс службу біля східного узбережжя Японії, базуючись на порти Саєкі (північно-східне завершення Кюсю), Сукумо та Сусакі (південне та східне узбережжя Сікоку), Кусімото (південне завершення півострова Кії на острові Хоншу).
20—21 квітня 1942-го корабель спробували залучити до огляду радянського судна «Ангарстрой», проте через погані погодні умови Бангкок-Мару не зміг знайти об'єкт.
27 серпня неподалік від Саєкі Бангкок-Мару зіткнувся з підводним човном I-8, при цьому обидва кораблі зазнали тільки незначних пошкоджень.

## Рейс до Рабаулу
Важка битва за острів Гуадалканал, яка тривала з початку серпня 1942-го, змушувала японське командування перекидати сюди підкріплення. 10—22 грудня 1942-го Бангкок-Мару, маючи на борту бійців 7-го батальйону морської піхоти ВМБ Йокосука, пройшов у складі конвою № 1 Го з Йокосуки до Рабаула — головної передової бази японців у архіпелазі Бісмарка, з якої провадились операції на Соломонових островах та сході Нової Гвінеї. Після розвантаження корабель рушив назад до Японії і досягнув Саєкі 7 січня 1943-го.

## Рейси до островів Гілберта
28 лютого 1943-го Бангкок-Мару, маючи на борту бійців 7-го батальйону морської піхоти ВМБ Сасебо, вийшов у складі конвою з Йокосуки на Трук, куди прибув 8 березня. 12 березня частина конвою рушила далі на острови Гілберта, де японці створювали базу на атолі Тарава (в листопаді 1943-го за неї відбудеться важка битва). 17 березня конвой прибув на Тараву, а 20 числа вирушив у зворотній шлях до Японії, досягнувши Саєкі 2 квітня.
4 травня Бангкок-Мару, маючи на борту 1200 військовослужбовців Імперської армії зі складу 1-ї бойової групи південних морів, вийшов із Йокосуки у складі чергового конвою. 12 травня загін прибув на Трук, звідки Бангкок-Мару в супроводі есмінця «Ікадзучі» рушив 16 травня до островів Гілберта.
У другій половині дня 20 травня 1943-го в районі на південний схід від атола Джалуїт (Маршаллові острови) кораблі перестрів американський підводний човен USS Pollack, який випустив по Бангкок-Мару 4 торпеди і досяг кількох влучань. Уражений корабель затонув, при цьому загинуло 496 осіб. Порятунок інших, окрім «Ікадзучі», також здійснював переобладнаний мисливець за підводними човнами Kyo Maru No. 7. Вцілілих доправили до атола Джалуїт, де вони увійшли до складу гарнізону.